# Stephen Shank
Stephen Shank est un metteur en scène, comédien, et écrivain bruxellois, né en 1951 à Bruxelles (Belgique), de parents américains, bilingue français et anglais.

## Mises en scène
| Année     | Titre/Auteur                                                      | Lieu/Théâtre | Notes |
| --------- | ----------------------------------------------------------------- | --- | ----- |
| 2014      | Pinocchio, Carlo Collodi                                          | été théâtral de Villers-la-Ville                                                                                          |       |
| 2011      | Les Misérables, Victor Hugo                                       | Butte du Lion de Waterloo                                                                                                 |       |
| 2011      | Le Nom de la rose, Umberto Eco                                    | été théâtral de Villers-la-Ville                                                                                          |       |
| 2005-2011 | Voilà, Stephen Shank                                              | Belgique et France | [ 2 ] |
| 2007      | Passionnément, Anna Magdalena, Anna Magdalena Bach                | Belgique et France | [ 3 ] |
| 2007      | Le Flamand aux longues oreilles, David Sheinert                   | Théâtre du Méridien |       |
| 2006      | La Tentation, Hugo Claus                                          | Théâtre du Méridien |       |
| 2006      | La Balade du Grand Macabre, Michel de Ghelderode                  | été théâtral de Villers-la-Ville, Théâtre royal des Galeries, Festival de Théâtre de Spa, Théâtre Jean Vilar - Aula Magna |       |
| 2005      | Saint Julien l'Hospitalier, Gustave Flaubert                      | Théâtre du Méridien |       |
| 2005      | La Tempête, William Shakespeare                                   | Théâtre du Méridien |       |
| 2004      | Le Jugement, Barry Collins                                        | Théâtre du Méridien |       |
| 2003      | Le roi se meurt, Eugène Ionesco                                   | Théâtre du Méridien |       |
| 2002      | Les Misérables, Victor Hugo                                       | été théâtral de Villers-la-Ville                                                                                          |       |
| 2002      | Le Contrat, Sławomir Mrożek                                       | Théâtre Le Public |       |
| 2001      | La Reine Margot, Alexandre Dumas                                  | été théâtral de Villers-la-Ville                                                                                          |       |
| 1998      | Images de la vie de saint François d'Assise, Michel de Ghelderode | été théâtral de Villers-la-Ville                                                                                          |       |
| 1998      | Mademoiselle Jaïre, Michel de Ghelderode                          | Théâtre royal du Parc |       |
| 1992      | Ceci n'est vraiment pas un déjeuner sur l'herbe, Peter Valley     | |       |

## Comédien
| Année     | Titre/Auteur                                    | Rôle                           | Notes |
| --------- | ----------------------------------------------- | ------------------------------ | ----- |
| 2011      | Les Misérables, Victor Hugo                     | Monseigneur Myriel             |       |
| 2005-2011 | Voilà                                           | Jacques                        | [ 2 ] |
| 2004      | Le Jugement                                     | Voukov                         |       |
| 2003      | Le roi se meurt                                 | Le médecin                     |       |
| 2001      | Couple ouvert à deux battants                   | L'homme                        |       |
| 1998      | Hernani                                         | Don Ricardo                    |       |
| 1998      | Angelo, tyran de Padoue                         | Homodeï                        |       |
| 1997      | Adorable Julia                                  | Jean Paul Fernois              |       |
| 1997      | La Nonna                                        | Carmelo                        |       |
| 1996      | Barabbas                                        | Pilate                         |       |
| 1996      | Boule de suif                                   | Le Lieutenant von Stauffenberg |       |
| 1995      | Pinocchio                                       | Le grillon                     |       |
| 1994      | Hamlet                                          | Horatio                        |       |
| 1993      | Verres                                          | Lui                            |       |
| 1992      | Ceci n'est vraiment pas un déjeuner sur l'herbe | Le fils                        |       |
| 1991-1992 | Révélation                                      | John                           |       |

## Sources
- Stephen Shank sur le site de La Bellone

1. ↑  « Stephen shank », sur blogspot.com (consulté le 15 octobre 2020).
2. 1 2  « alcoologie.org/Voila-Spectacle… »(Archive.org • Wikiwix • Archive.is • Google • Que faire ?).
3. ↑  « Edition 2022/2023 du festival baroque de pontoise, du 30 septembre 2022 au 17 juin 2023 ! », sur Festival Baroque Pontoise (consulté le 22 juin 2023).